# Take Control
«Take Control» — песня американской певицы Амери, вышедшая 17 октября 2006 года на лейблах Columbia и Sony Urban Music в качестве ведущего сингла из её третьего студийного альбома Because I Love It. Песня была написана Си-Ло Грином, Майком Кареном и Амери и спродюсирована Кареном, а также Си-Ло, Амери и Леном Николсоном. Песня «Take Control» содержит отрывки из песни 1970 года «Jimmy, Renda-se» бразильского музыканта Тома Зе и элементы песни 1980 года «You Make My Dreams» группы Hall & Oates.

## История
После того как Си Ло Грин написал песню, он предложил Амери записать ее.[1] Амери почувствовала, что песня недостаточно темповая, чтобы подойти ей, поэтому она написала хук, бридж и добавила духовую секцию, чтобы добавить в песню свою «подпись» и «другой вкус», сделав её «танцевальной записью».

## Отзывы
Многие критики дали «Take Control» положительные отзывы. Журнал Rolling Stone включил «Take Control» в свой список 100 лучших песен года под номером 98. Райан Домбал из Entertainment Weekly написал: «Take Control» может быть одой покорности, но она едва сдерживается". Том Брейхан из The Village Voice назвал «Take Control» пятым лучшим синглом четвёртого квартала 2006 года, прокомментировав, «как здорово звучит радостный щебет Амери на резких, ударных фанковых треках старой школы. Здесь Си-Ло украшает её шпионскими гитарами и рожками, а также барабанной дорожкой, которая все нарастает и нарастает, добавляя конги, хэндклапы и тамбурины, никогда не нарушая напряжённый грув в центре песни […] и Амери наконец-то находит место для небольшой грубости в своём голосе». Алекс Макферсон из The Guardian написал, что трек «дёргается и подрагивает под назойливый сэмпл Тома Зе, но это песня с такой скудной аранжировкой, что интерес должен поддерживаться исключительно голосом, что Амери делает потрясающе, абсолютно ясно давая понять, кто на самом деле выкручивается».

## Чарты
| Чарт (2006—2007)                      | Высшая позиция |
| ------------------------------------- | -------------- |
| Европа (European Hot 100 Singles)     | 25             |
| Финляндия (Suomen virallinen lista)   | 9              |
| Франция (SNEP)                        | 52             |
| Германия (GfK)                        | 64             |
| Германия (Deutsche Black Charts)      | 6              |
| Ирландия (IRMA)                       | 23             |
| Новая Зеландия (Recorded Music NZ)    | 40             |
| Норвегия (VG-lista)                   | 19             |
| Шотландия (Scottish Singles Chart)    | 15             |
| Словакия (Rádio Top 100)              | 50             |
| Швейцария (Schweizer Hitparade)       | 67             |
| Великобритания (UK Singles Chart)     | 10             |
| Великобритания (UK R&B Chart)         | 5              |
| США Hot R&B/Hip-Hop Songs (Billboard) | 66             |